# اچ‌ام‌اس ویگیلانت (آر۹۳)
اچ‌ام‌اس ویگیلانت (آر۹۳) (به انگلیسی: HMS Vigilant (R93)) یک کشتی بود. این کشتی در سال ۱۹۴۲ ساخته شد.